# Miloševci
Miloševci su naseljeno mjesto u sastavu Grada Laktaši, Republika Srpska, BiH.

## Stanovništvo
| Miloševci          |              |
| godina popisa      | 1991.        |
| Srbi               | 341 (98,84%) |
| Hrvati             | 0            |
| Muslimani          | 3 (0,87%)    |
| Jugoslaveni        | 0            |
| ostali i nepoznato | 1 (0,29%)    |
| ukupno             | 345          |